# جان بيرنر

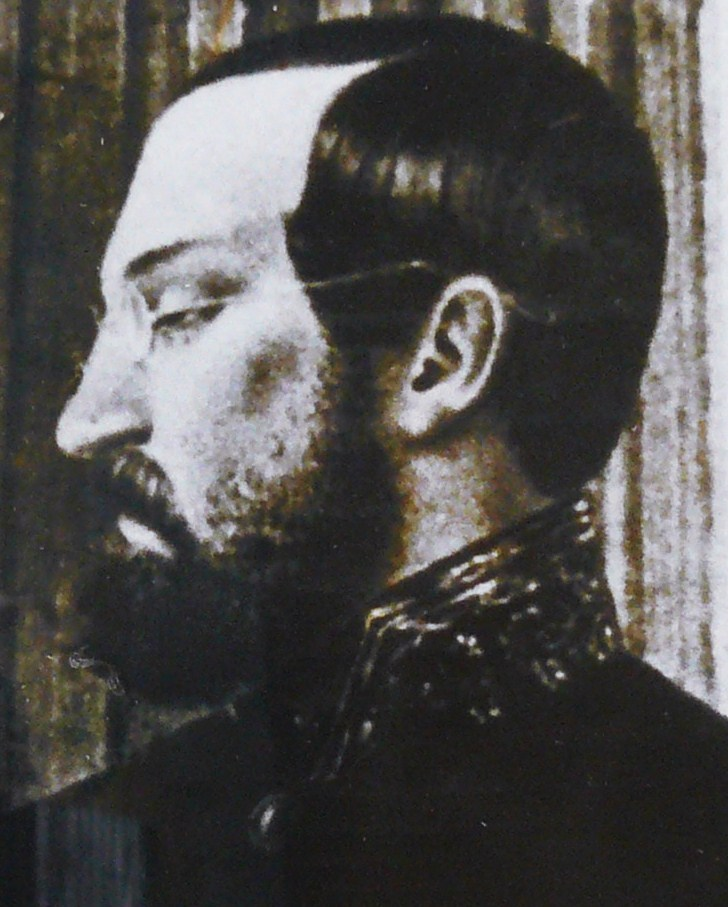
جان بيرنر

جان بيرنر (7 سبتمبر 1815 في براتشيتشي بالقرب من تشاسلاف - 10 أيلول 1845 في باردوبيتسه) مهندس سكك حديدية تشيكي.

## نشأته وعمله في السكك الحديدية
خلال الفترة 1842-1845 كان بيرنر مسؤولاً عن بناء عدة سكك حديدية في الإمبراطورية النمساوية. والد بيرنر كان يملك طاحونة مياه. وخلال الفترة 1830 – 1833 درس في مدرسة الهندسة في براغ وتتلمذ على يد فرانتيشيك جوزيف جيرستنر. وعندما بحث جيرستنر عن مهندسين لبناء السكك الحديدية في منطقة سانكت بطرسبرغ التابعة لإمبراطورية روسيا، انضم بيرنر إلى المشروع (1836). وبسبب مشاكل في التواصل مع جيرستنر غادر المشروع في نفس العام .
وفي عام 1837 بدأ بيرنر العمل في شركة السكك الحديدية الحكومية وتم ترقيته تدريجيا ليتحمل مسؤولية أعمال البناء. وفي عام 1842 بدأ تصميم ومراقبة بناء خطوط سكك حديد هامة في براغ - باردوبيتسه - اولوموك - دريسدن .

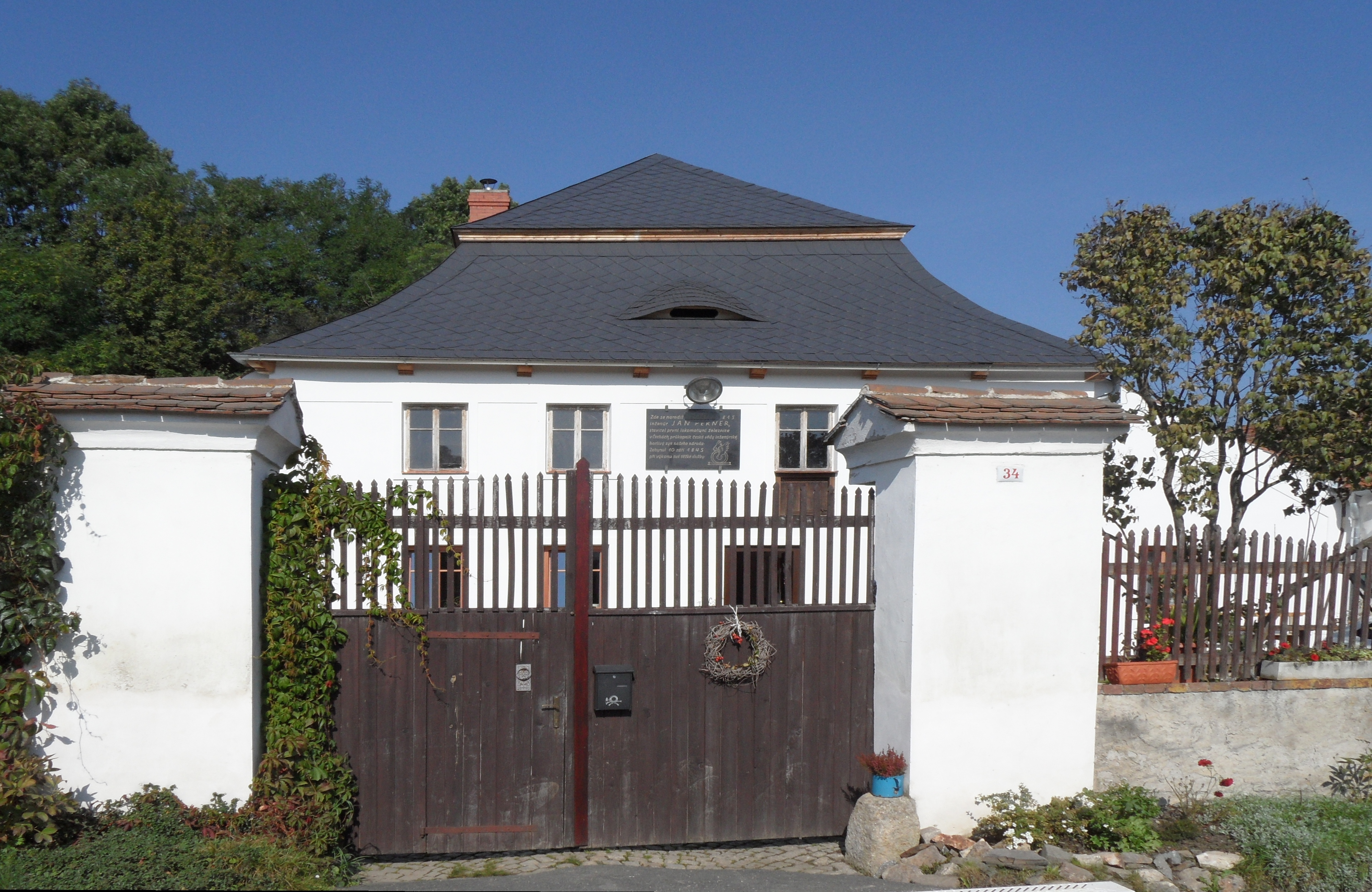
طاحونة مياه في براتتشيس: مسقط رأس جان بيرنر

وانتهى تنفيذ الخط الحديدى من براغ إلى باردوبيتسه (أكثر من 100 كم) في عام 1845.

## وفاته
وفي 9 سبتمبر 1845، عندما كان بيرنر عائدا من رحلة تفتيش، نظر من نافذة قطار متحرك (قرب تشوكزن). فارتطم رأسه بعمود، وأصيب بجروح خطيرة وتوفي في اليوم التالي. لديه شهرة مشبوهة لأنه أول شخص يموت في حادث قطار في بوهيميا. واليوم سميت إحدى كليات جامعة باردوبيتسه على اسمه.